# Los Campitos
 Los Campitos  es una entidad de población situada en la parte alta del municipio de Santa Cruz de Tenerife, en la isla de Tenerife —Canarias, España–, que se encuadra administrativamente en el distrito de Anaga.

## Toponimia
Su nombre se debe a que esta zona fue, desde los primeros momentos de la colonización europea de la isla en el siglo xvi, una de las grandes áreas agrícolas de Santa Cruz.
Su nombre original era, sin embargo, Los Campos, cambiando a Los Campitos a principios del siglo xx.

## Características
Se encuentra ubicado en las estribaciones más occidentales del macizo de Anaga, a 4 kilómetros del casco urbano de Santa Cruz de Tenerife y a una altitud media de 390 m s. n. m.
Está formado por el núcleo de Los Campitos, propiamente dicho, y el enclave de Lomo de las Casillas.
En el paisaje del barrio destaca una presa que se construyó en la década de 1960 y que siempre ha permanecido inservible.
Los Campitos posee un parque infantil, una farmacia, una ermita, una plaza pública, así como varios pequeños comercios y bares y restaurantes.
En el barrio se encuentran además el Mirador de Los Campitos, desde el que se puede contemplar la ciudad de Santa Cruz, y el parque recreativo de Las Mesas.

## Demografía
| Año        | 2000  | 2001  | 2002  | 2003  | 2004  | 2005  | 2006  | 2007  | 2008  | 2009  | 2010  | 2011  | 2012  | 2013  | 2014  | 2015 | 2016 |
| ---------- | ----- | ----- | ----- | ----- | ----- | ----- | ----- | ----- | ----- | ----- | ----- | ----- | ----- | ----- | ----- | ---- | ---- |
| Habitantes | 1 247 | 1 245 | 1 271 | 1 264 | 1 249 | 1 218 | 1 185 | 1 165 | 1 132 | 1 130 | 1 125 | 1 116 | 1 015 | 1 005 | 1 001 | 990  | 972  |

## Historia
La zona sobre la que se asienta el barrio fue habitada por los guanches, tal y como demuestran los hallazgos arqueológicos en la zona, formando parte del menceyato de Anaga.
Tras la conquista de la isla por los europeos en 1496, la zona fue poblada por familias de colonos dedicadas a labores agrícolas.
El barrio se consolidaría durante el siglo xix, contando con alcalde pedáneo.
Entre 1880 y 1882 los vecinos construyen la ermita de la Santa Cruz Verde, en la que poco después entronizan una imagen de la Virgen del Carmen como patrona del lugar.
En 1994 parte del barrio pasa a estar incluida en el espacio protegido del parque rural de Anaga, y en 2015 pasa a incluirse también en la Reserva de la Biosfera del Macizo de Anaga.
En 2011 los vecinos de Los Campitos solicitaron formar parte del distrito de Centro-Ifara por funcionalidad y teniendo en cuenta la situación geográfica del barrio. Si bien esta anexión no se llevó a cabo, siguiendo formando parte el barrio del distrito de Anaga.

## Fiestas
El barrio celebra sus fiestas patronales en honor a la Virgen del Carmen en el mes de julio, con actos religiosos y populares.

## Comunicaciones
Se accede al barrio a través de las carreteras de Los Campitos y de Valle Tabares TF-111, o por la calle de Rubens Marichal López.

### Transporte público
En autobús —guagua— queda conectado mediante las siguientes líneas de TITSA: 
| Línea | Trayecto                                  | Recorrido     |
| ----- | ----------------------------------------- | ------------- |
| 228   | Santa Cruz - Los Campitos (por La Cuesta) | Horario/Línea |
| 912   | Intercambiador - Ifara - Los Campitos     | Horario/Línea |